# George Borba
George Borba (wł. Giorgio Borba, hebr. ג'ורג' בורבה, ur. 12 lipca 1944 w Maceracie) – izraelski piłkarz grający na pozycji pomocnika. W swojej karierze rozegrał 37 meczów w reprezentacji Izraela i strzelił w nich 7 goli.

## Kariera klubowa
Swoją karierę piłkarską Borba rozpoczął w klubie Hapoel Tel Awiw. W 1964 roku awansował do kadry pierwszej drużyny i w sezonie 1964/1965 zadebiutował w niej w pierwszej lidze izraelskiej. W sezonie 1965/1966 osiągnął z Hapoelem swój pierwszy sukces w karierze, gdy wywalczył mistrzostwo Izraela. W sezonie 1968/1969 ponownie został mistrzem kraju, a w sezonie 1971/1972 zdobył Puchar Izraela. Wraz z Hapoelem zdobył również trzy Superpuchary Izraela (1966, 1969, 1970).
W 1972 roku Borba odszedł do Hapoelu Ramat Gan. Z kolei w sezonie 1973/1974 występował w Maccabi Netanja, z którym wywalczył mistrzostwo Izraela. W 1975 roku odszedł do Szimszonu Tel Awiw. W 1979 roku zakończył w nim swoją karierę.

## Kariera reprezentacyjna
W reprezentacji Izraela Borba zadebiutował 3 grudnia 1966 w zremisowanym 0:0 towarzyskim meczu z Polską, rozegranym w Tel Awiwie. W 1968 roku wystąpił w trzech meczach Pucharu Azji 1968: z Hongkongiem (6:1), z Birmą (0:1) i z Tajwanem (4:1). Izrael zajął 3. miejsce na tym turnieju. W tym samym roku Borba reprezentował Izrael na Igrzyskach Olimpijskich w Meksyku.
W 1970 roku Borba był w kadrze Izraela na Mistrzostwa Świata w Meksyku, jednak nie wystąpił w żadnym meczu tego turnieju.
Od 1966 do 1973 roku Borba rozegrał w kadrze narodowej 37 meczów i strzelił w nich 7 goli.